# 异节藓
异节藓（学名：Diaphanodon blandus）为扭叶藓科异节藓属下的一个种。

## 扩展阅读
- 維基物種上的相關：异节藓